# Casimir Dudevant
François-Casimir Dudevant est un officier militaire et un avocat français à la cour royale,  né le 5 juin 1795 à Guillery (Pompiey) et mort le 8 mars 1871 à Barbaste.

## Biographie
Casimir Dudevant est le fils naturel mais reconnu du baron Jean-François Dudevant (1754-1826) et de sa servante, Augustine Soulé. Le 15 avril 1797, son père épouse Gabrielle-Louise de La Porte de Sainte-Gemme, qui élèvera l'enfant. 
Le 8 mai 1813, il entre à l'École spéciale militaire de Saint-Cyr, qu'il quittera avec le grade de sous-lieutenant le 11 janvier 1815. Le 14 janvier suivant, il s'inscrit en Faculté de Droit, mais l'armée de la Loire, dans laquelle il a été incorporé, n'est licenciée qu'en juillet. Il rentre à Guillery le 17 août. Du 1er janvier au 1er septembre 1816, il sert dans la légion de Lot-et-Garonne, et ne commencera réellement ses trois années d'études de droit qu'en 1818. 
Casimir fait la connaissance d'Aurore Dupin, plus tard connue sous le pseudonyme de George Sand, en mai 1822, au café Tortoni, par l'entremise du couple Roëttiers du Plessis. « Je n’avais jamais été l’objet de ces soins exclusifs, de cette soumission volontaire et heureuse qui étonnent et touchent un jeune cœur. Je ne pouvais pas ne point regarder bientôt Casimir comme le meilleur, le plus sûr de mes amis », écrit-elle dans Histoire de ma vie. Pour se délivrer le plus rapidement possible de sa fille « qui était un diable » (selon les mots de Deschartres, l'ancien précepteur d'Aurore), Mme Dupin mère hâte le mariage, qui sera célébré à Paris, à Saint-Louis d'Antin, le 17 septembre 1822. Le couple emménage à Nohant la même année,. De cette union, sont officiellement nés deux enfants : Maurice (1823-1889) et Solange (1828-1899), dont le père réel pourrait être Stéphane Ajasson de Grandsagne, et qui épousera l'artiste Auguste Clésinger en 1847. 
Le couple se sépare administrativement le 16 février 1836. George Sand obtient la garde de ses deux enfants mais Casimir enlève leur fille Solange à Nohant au mois de septembre 1837 pour l'emmener à Guillery et la soustraire à la vie trop libre de sa mère. Des soupçons d'abus sexuel auraient pesé sur Gustave Planche, l'un des amants de George, selon le témoignage d'une des servantes, Julie Dorville, au moment du procès en séparation. L'antipathie de Solange à l'égard de Planche (et de George) viendrait de ce qu'en 1832 « Mme Aurore Dudevant, couchée avec lui [Planche], faisait venir la fille âgée de 4 ans dans le même lit » (pièce du Dossier du procès en séparation de corps et de biens entre les époux Dudevant, 1836).  George Sand entreprend aussitôt le voyage de Guillery pour reprendre Solange et fait intervenir à cet effet le jeune sous-préfet de Nérac, un certain Georges Eugène Haussmann, qu'elle sollicitera à nouveau contre son mari lors des procès de 1866-1867. 
Dès les années 1840, Casimir vit maritalement, au château de Guillery, avec sa cuisinière, Jeanne, dite Jenny Dalias. En 1848, naît une fille, Jeanne, dite Rose Dalias, que son père, toujours marié à Aurore Dupin et ne pouvant divorcer selon la législation de l'époque, ne peut reconnaître comme sa fille légitime. Mais le 5 juillet 1865, il fait un testament l'instituant légataire générale et universelle. Commence alors une guerre terrible entre Casimir et George Sand, qui souhaite préserver tous les droits de ses enfants, contre celle qu'elle n'hésite pas à appeler « une créature » (lettre à Edouard Rodrigues du 30 juillet 1867). Après un premier arrêt du Tribunal, le 20 avril 1866, qui concédait le domaine de Barbaste aux enfants, mais reconnaissait les droits de Casimir sur Guillery, George sollicite tous les hauts personnages qu'elle connaît, jusqu'à l'Empereur lui-même, pour obtenir une révision du procès. Le 9 juillet 1867, le baron Dudevant se voit privé de tous ses biens au profit de Maurice et Solange; le château de Guillery est mis en vente dès le 23 juillet, Casimir se retire à Barbaste dont il n'a que l'usufruit.
Ces deux années de procès l'ayant profondément affecté dans sa santé, après toute une série de congestions cérébrales, il meurt le 8 mars 1871 à Barbaste,,.